# Hokushin ittō-ryū
Hokushin Ittō-ryu Hyōhō (Jap. 北辰一刀流兵法) to starodawna japońska szkoła szermierki i kunsztu wojennego kategorii koryū (古流). Została założona przez Chibę Shūsaku Narimasę (千葉周作成政, 1794-1856) pod koniec okresu Edo w 1821 roku. Jej założyciel był jednym z ostatnich mistrzów, który został utytułowany jako Kensei (Święty miecza).

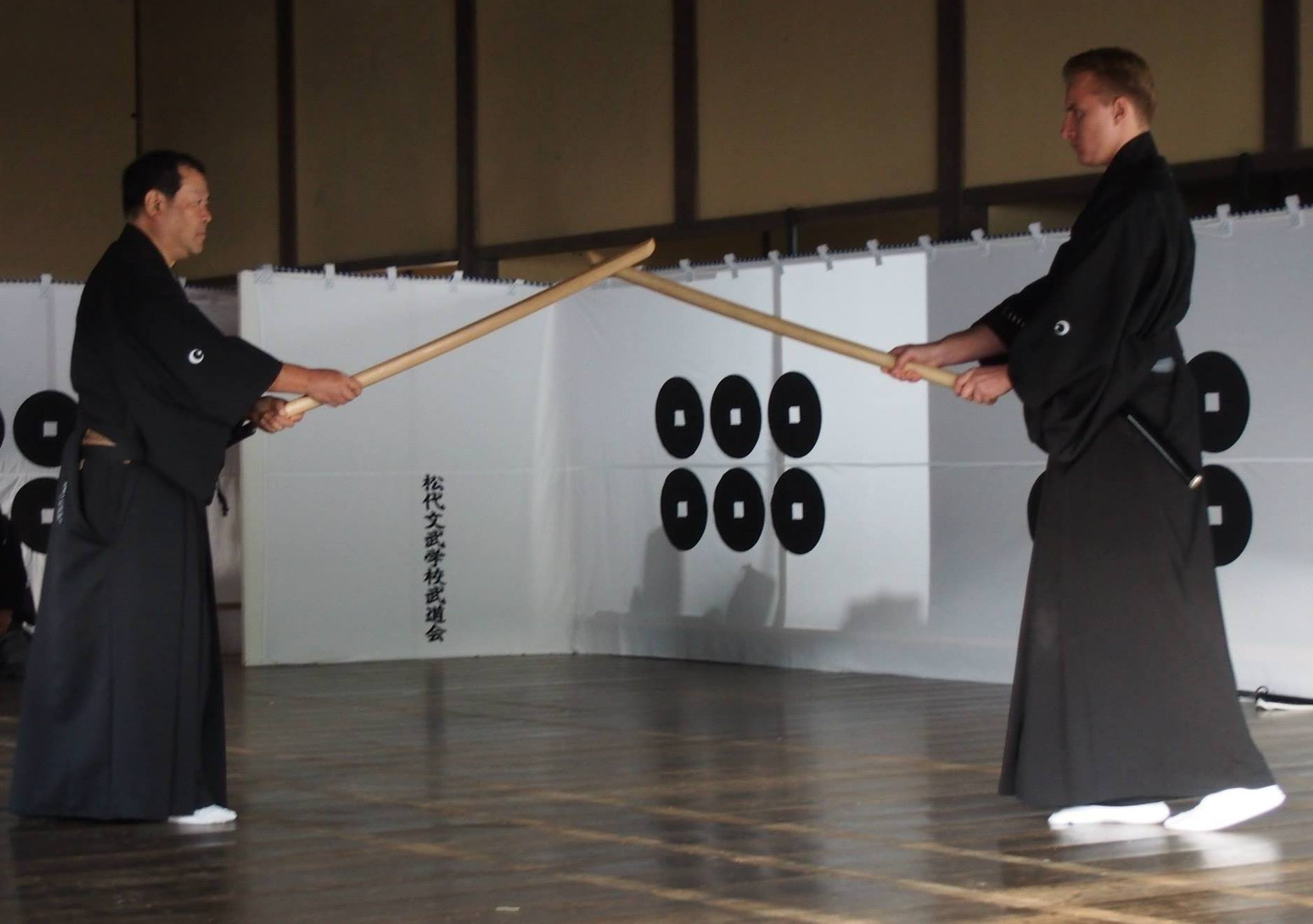
Ōtsuka Yōichirō Masanori-Sōke (6. Szef szkoły) i Ōtsuka Ryūnosuke Masatomo (7. Szef szkoły) podczas demonstracji Kumitachi-kata 天 (ten, pl. Niebo)

## Curriculum i charakterystyki
Curriculum szkoły obejmuje kenjutsu, battōjutsu, naginata-jutsu oraz ju-jutsu. Istotą szkoły jest jednakże walka długim i krótkim mieczem (Katana i Wakizashi).
Hokushin Ittō-ryū to „szkoła pojedynkowania”, która koncentruje się na prostych i szybkich technikach, unikając zbędnych ruchów. Kiri-Otoshi jest jedną z charakterystycznych technik tej szkoły. Polega ona na przełamaniu i kontroli obrony przeciwnika poprzez bardzo szybkie cięcia oraz pchnięcia mieczem na linii środkowej. Głowna idea Hokushin Ittō-ryū mówi, że idealna technika zawiera obronę oraz atak w jednym ruchu.
Charakterystycznym dla treningu jest również korzystanie z Onigote (bardzo grube rękawice treningowe), które są używane w różnych Kumitachi-kata (ćwiczeniach z partnerem). Ta metoda treningowa stała się jednak mniej popularna wraz z pojawieniem się Bogu i Shinai.
Hokushin Ittō-ryū jest jedną z niewielu pozostałych ryūha, które trenują Kumitachi ostrymi mieczami. Jest wymagane, aby osoba zdająca egzamin na Shihana(Chumokuroku/Menkyo), była w stanie wykonać każdą technikę kumitachi i battōjutsu prawdziwym mieczem. Jest to co prawda niebezpieczny warunek, ale zapewnia on, że umiejętności każdego Shihana są utrzymywane na bardzo wysokim poziomie.

## Sławni szermierze
Pod koniec okresu Bakumatsu (1853-1867) Hokushin Ittō-ryū była jedną z trzech największych i najbardziej znanych szkół w całej Japonii. Uczniowie Hokushin Ittō-ryū mieli również wielki wpływ na rozwój kendo w pod koniec XIX wieku.
Niektóre z najbardziej znanych osób:
- Sakamoto Ryoma, znany rewolucjonista
- Itō Kashitarō, doradca wojskowy Shinsengumi
- Yamaoka Tesshū, założyciel Ittō Shōden Mutō-Ryu
- Chiba Sana, córka 1. szefa Chiba-Dōjō
- Yamanami Keisuke, zastępca dowódcy Shinsengumi
- Tōdō Heisuke, dowódca 8. jednostki Shinsengumi
- Yoshimura Kanichirō, nauczyciel kenjutsu dla jednostek Shinsengumi
- Negishi Shorei, 13. Sōke Annaka-Han Аraki-ryū oraz założyciel Negishi-ryū (Shuriken jutsu)
- Okada Sadagoro, znany szermierz z okresu Bakumatsu i Meiji, a także 14. Sōke Annaka-Han Аraki-ryū
- Naitō Takaharu, odegrał kluczową rolę w rozwoju współczesnego kendo
- Takano Sasaburō, odegrał kluczową rolę w rozwoju współczesnego kendo
- Monna Tadashi, jeden z pionierów współczesnego kendo
- Mochida Moriji, jeden z najsłynniejszych kendōka XX wieku.

## Stopnie wtajemniczenia
Hokushin Ittō-ryū ma trzy stopnie nauczania:
- Shoden 初伝 (początek przekazu, początkujący)
- Chūden 中伝 (połowa przekazu, zaawansowany)
- Okuden 奥伝 (koniec przekazu, mistrz)

Hokushin Ittō-ryū, jak i wiele innych koryū, zachowała swoje tradycyjne stopnie wtajemniczenia i nie używa nowoczesnych stopni jak dan czy kyu. Szkoła ta nadal wystawia Makimono (zwoje) i Inka-jō (Menjō/Certyfikaty). Pięcioma tradycyjnymi zwojami Hokushin Ittō-Ryū są:
1. Kirigami 剪紙
2. Hatsu Mokuroku 初目録
3. Kajō Mokuroku / Seigandenju 箇条目録 / 星眼伝授
4. Chū Mokuroku / Menkyo 中目録 / 免許 (opanowanie wszystkich technik)
5. Dai Mokuroku / Menkyo Kaiden 大目録 / 免許皆伝 (opanowanie stylu)

Oprócz tego, istnieje jeszcze tak zwany Naginata Mokuroku 長刀目録, który zakłada opanowanie wszystkich technik Naginata-jutsu. Zwój Naginata Mokuroku jest zwykle wręczany wraz z Chū Mokuroku.

## Genealogia

### Główne linie przekazu
W okresie Edo istniały dwie główne linie przekazu. Edo-Genbukan, która została zapoczątkowana poprzez założyciela stylu Chibę Shūsaku Narimasę oraz Chiba-Dōjō, która należała do młodszego brata Chiby Sadakichiego Masamichi. Linia Edo Genbukan wygasła w połowie okresu Meiji. Linia Chiba-Dōjō istnieje jednak do dziś i jest prowadzona aktualnie przez jej 7. Sōke, Ōtsuka Ryūnosuke Masatomo.

#### Edo-Genbukan (wygasła)
1. Chiba Shūsaku Narimasa
2. Chiba Kisotarō Takatane
3. Chiba Eijirō Nariyuki (prowadził Edo-Genbukan do swojej śmierci w 1862 roku)
4. Chiba Michisaburō Mitsutane
5. Chiba Shūnosuke Koretane

Chiba Shûnosuke Koretane był ostatnim szefem Edo-Genbukan. Jego Dojo zostało zamknięte pomiędzy 20 a 30 rokiem okresu Meiji. Dokładna Data nie jest znana.

#### Chiba-Dōjō
1. Chiba Sadakichi Masamichi
2. Chiba Jūtaro Kazutane
3. Chiba Tō-ichirō Kiyomitsu
4. Chiba Tsukane
5. Chiba Hiroshi Masatane
6. Ōtsuka Yōichirō Masanori
7. Ōtsuka Ryūnosuke Masatomo

Pierwszego lipca 2013 roku Ōtsuka Yōichirō Masanori został mianowany 6. Sōke Hokushin Ittō-Ryu Hyōhō. Wraz z tytułem została mu powierzona opieka nad szkołą oraz linią przekazu Chiba-Dojo.
26 marca 2016 roku Ōtsuka Yōichirō przekazał zaszczyt prowadzenia szkoły swemu przychodniemu synowi Ōtsuka Ryūnosuke ogłaszając go 7. Sōke. Ceremonia ta odbyła się w Tokio, w Hotelu Nakano Sunplaza w obecności wielu wysokich rangą gości z wielu różnych koryū oraz asocjacji kendo.

### Linie boczne
W okresie Meiji istniało wiele linii bocznych szkoły, które zostały stworzone przez uczniów obojga głównych linii przekazu. Jedna z najbardziej znanych była Tōbukan w Mito. Została ona założona przez Ozawę Torakichiego, ucznia linii Edo Genbukan.

#### Mito-Tōbukan (Ozawa-ha)
1. Ozawa Torakichi
2. Ozawa Ichirō
3. Ozawa Toyokichi
4. Ozawa Takeshi
5. Ozawa Kiyoko
6. Ozawa Tadahiko
7. Ozawa Satoshi

#### Otaru-Genbukan (Noda-ha)
Prosze nie mylić z Edo-Genbukan!
1. Noda Shirō (otworzył Otaru-Genbukan w 2. roku okresu Taisho)
2. Kobayashi Yoshikatsu
3. Konishi Shigejirō (przeniósł dojo do Tokio i zmienił nazwę na Suginami-Genbukan)
4. Konishi Shinen Kazuyuki